# Litworowy Potok (dopływ Chochołowskiego Potoku)
Litworowy Potok – potok, lewy dopływ Chochołowskiego Potoku.

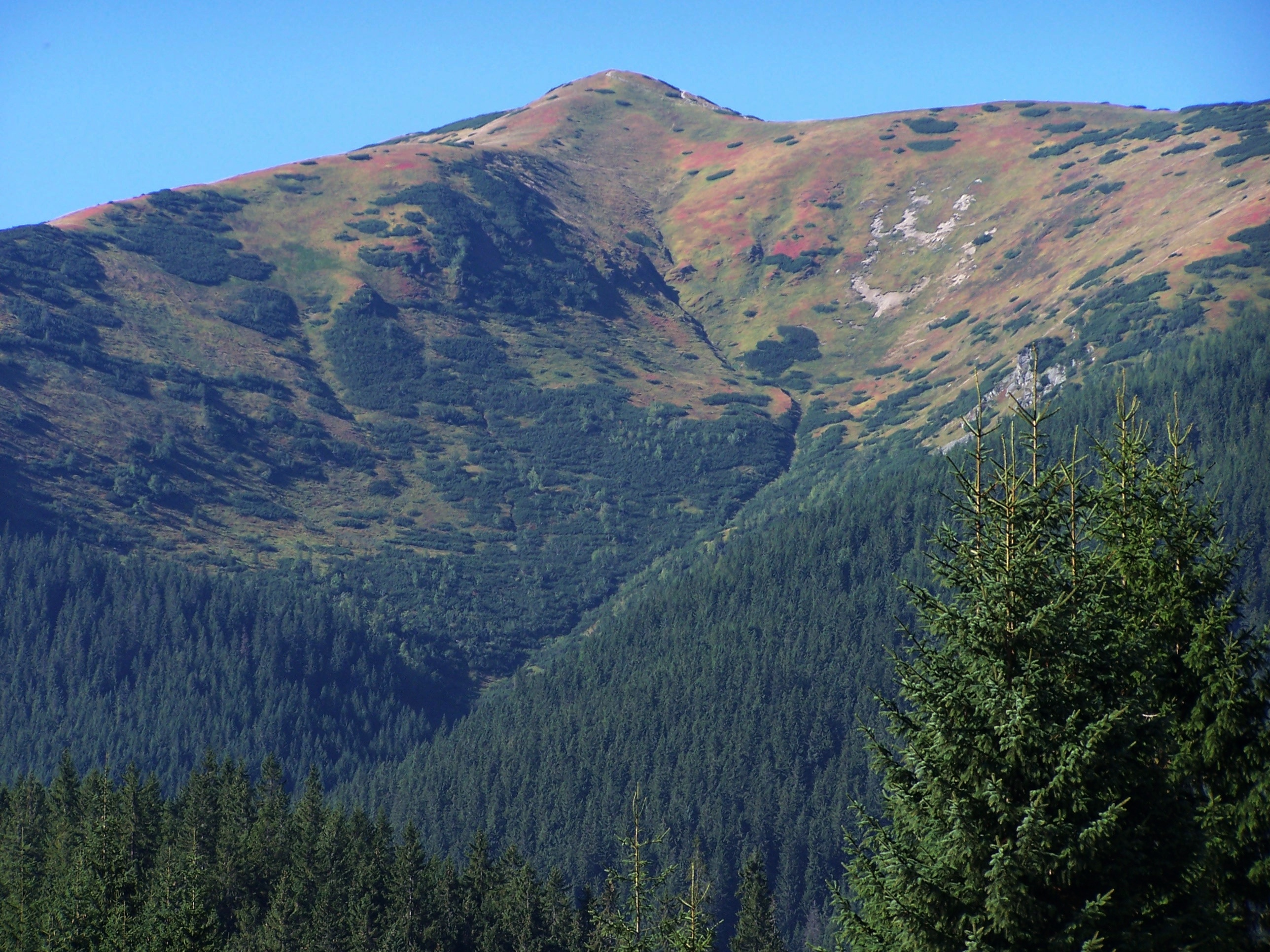
Litworowy Żleb, którym spływa Litworowy Potok

Zlewnia potoku obejmuje Litworowy Żleb w polskich Tatrach Zachodnich. Jest to żleb opadający z Długiego Upłazu do dna Doliny Chochołowskiej. Litworowy Potok wypływa z dwóch źródeł znajdujących się w dwóch ramionach żlebu. Są to źródła szczelinowe z dobrze wykształconymi niszami źródliskowymi. Wyższe z nich znajduje się na wysokości około 1470 m. Potok spływa w kierunku północno-wschodnim dnem Litworowego Żlebu. Jego koryto wyżłobione jest w skałach krystalicznych i miejscami zawalone rumoszem skalnym. W lesie uchodzi do Chochołowskiego Potoku na wysokości 1166 m.
Powierzchnia zlewni wynosi 1,74 km², długość potoku 0,99 km, a średni spadek 31,2%. Średni przepływ wynosi kilkanaście l/s.
Koryto potoku przecina, tuż powyżej jego ujścia, zielony szlak turystyczny z Polany Chochołowskiej.